# Minerva (fresc)
Minerva és un fresc provinent de la de Vil·la de Sant Marc, trobat durant les excavacions arqueològiques de l'antiga ciutat d'Estàbia (l'actual Castellammare di Stabia) i conservat a l'Antiquarium stabiano.

## Història i descripció
Pintat durant la primera meitat del segle i, a mitjan època flavia, el fresc es va col·locar al sostre del segon peristil de la Vil·la de Sant Marc. Trobat en forma de fragments durant l'excavació de la vil·la l'any 1952 per Libero. D'Orsi, després va ser recompost i restaurat, i finalment conservat a l'interior de l'Antiquarium stabiano.
La temàtica del fresc és una mica incerta. Al centre hi ha una figura femenina no identificada amb el cap envoltat per una corona de llorer i a la mà dreta porta una branca amb punxes, mentre que a l'esquerra un escut amb vara. Darrere seu hi ha la Minerva, que amb la mà dreta intenta ajustar el casc amb un plomall al cap, mentre que la mà esquerra està al pit. El cabell que li surt del casc és groc-daurat, mentre que la seva cara està girada cap a la dreta, amb una expressió malenconiosa. Al costat esquerre es pot veure un tros d'una altra figura. Tota l'escena té un fons verd.